# Autovía GR-14
La autovía GR-14 (Autovía de acceso oeste al Puerto de Motril), en la provincia de Granada (España) es una autovía urbana de la Costa Granadina que une la autovía A-7 y el cruce de la A-44 (a la altura de Lobres —anejo al municipio de Salobreña—) con la carretera N-340 (paralela a la costa).
Fue abierta al tráfico el día 29-7-2008, y discurre paralela tanto al río Guadalfeo como a la antigua N-323 en dicho tramo.
Desde el punto en el que enlazan la N-323 y la GR-14 con la N-340 se puede acceder al Puerto de Motril por la llamada Carretera de la Celulosa.

## Importancia de la GR-14
La GR-14, junto con el tramo de la A-7 La Gorgoracha-Lobres y los tramos de la A-44 Vélez de Benaudalla-La Gorgoracha e Ízbor-Vélez de Benaudalla sustituyen a la N-323 como vía principal de alcanzar la Costa Granadina desde la ciudad de Granada.
La N-323 continúa como carretera paralela (más al oeste) a la GR-14, tramo de la A-7 La Gorgoracha-Lobres y de los tramos Vélez de Benaudalla-La Gorgoracha e Ízbor-Vélez de Benaudalla de la A-44.

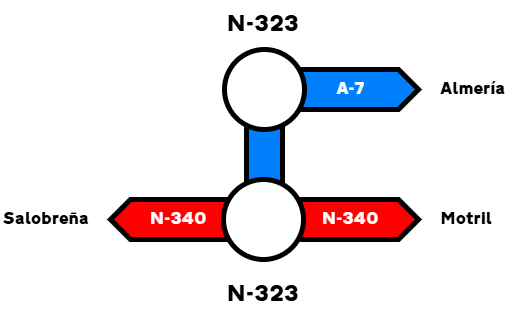
Itinerario de la GR-14